# Sejzing
Sejzing (ang. gasket) – na żaglowcu krótka, podręczna linka, zwykle około pół do półtora metra długości, 6–8 mm średnicy. Na mniejszych jednostkach te same linki nazywać się zwykło krawatami, z tym że sejzingi najczęściej mają na końcu zaplecione ucho, a krawaty nie.
Sejzingi wykorzystuje się np. przy sejzingowaniu (związywaniu) sprzątniętych (zrzuconych) żagli, które mają pozostać przy drzewcach (bom, reja). Obwiązuje się taką linką żagiel razem z drzewcem. Stąd w ożaglowaniu rejowym sejzingi są na stałe przymocowane jednym końcem do jaksztagów (prętów biegnących wzdłuż rei). Inną odmianą sejzingu jest reflinka (refsejzing) – linka umocowana w żaglu, a służąca do obwiązywania jego zrefowanej części.
Sejzingi używa się nie tylko przy żaglach, ale także do mocowania innych elementów osprzętu, wiązaniu dużych bucht z grubej liny itp. Stosuje się je też jako stopery przy przenoszeniu pracującej pod dużym obciążeniem liny np. z kabestanu na poler, nagiel czy knagę.